# Jan Esdré
Jan Esdré (Curaçao, 30 juni 1748 - Heusden, 21 mei 1823) was een Nederlands bestuurder, natuurkundige en docent. Hij was de oudste zoon van Godfried Carel Esdré, kapitein en commandant van de militie van Curaçao en lid van de Grote Raad van Curaçao. In 1758 werd hij met zijn broer naar Nederland gestuurd voor verdere scholing. Hij kwam eerst in Giessen op een Franse kostschool, en daarna ging hij naar de Latijnse school in 's-Hertogenbosch. Daarna ging hij met zijn broer naar Leiden om daar aan de universiteit verder opgeleid te worden in de Godgeleerdheid. Vanwege hun beider belangstelling voor de natuurwetenschappen zat dat er niet in, en ze promoveerden daarom op 18 juni 1773 tot Doctor in de Wijsbegeerte en Meester in de Vrije Kunsten. Hij schreef zijn proefschrift met de titel De Natura Fluminum (Over de aard der rivieren).
Na hun promotie gingen beide broers naar Dordrecht, waar ze op verzoek van enkele Dordtse burgers een "physisch collegie" oprichten, waar lezingen gegeven werden over wetenschappelijke onderwerpen. Vanuit Dordrecht solliciteerde hij naar een betrekking bij de Universiteit van Harderwijk, met een aanbeveling van zijn vroegere hoogleraar, maar werd niet aangenomen.
De ouders van de beide broers waren inmiddels (1760) teruggekeerd naar Nederland en hadden zich in Heusden gevestigd, waar ze oorspronkelijk ook vandaan kwamen. Jan ging toen ook naar Heusden en liet het bestuur van het physisch collegie aan zijn broeder over.
De verdiensten van Esdré werden in 1780 erkend door het provinciaal Utrechtsch Genootschap van Kunsten en Wetenschappen, waarvan hij toen lid werd, en in 1787 door zijn benoeming tot hoogleraar in de Wijsbegeerte te Franeker, voor welke laatste betrekking hij uiteindelijk bedankte omdat hij niet meer geoefend was in latijn spreken, maar ook omdat hij zijn moeder wilde blijven verzorgen na het overlijden van zin vader in 1783. In deze periode hield hij zich ook bezig met weerkundige waarnemingen. Op aandringen van Jean Henri van Swinden had de Natuur- en Geneeskundige Correspondentie-Societeit te ‘s-Hage een landelijk netwerk opgezet van waarnemers en in de periode 1780-1783 waar Esdré aan bijdroeg. Zijn gegevens staan in deel 3 en zijn van het jaar 1781.
In het najaar van 1787 was Esdré intensief betrokken bij de politieke gebeurtenissen. In november van dat jaar werd (de patriottische) Pieter van Bleiswijk, van wie hij het proefschrift vertaald had, uit zijn ambt gezet. De prinsgezinde Esdré probeerde de rust en orde te Heusden te herstellen (in het nabijgelegen 's-Hertogenbosch was het in dat jaar goed mis gegaan). Dat lukte en hij kreeg als beloning de functie van "ontvanger der convoijen en licenten" te Heusden, een lucratief erebaantje. Hij bleef dit tot 1795 toen de Fransen Nederland binnentrokken en de Prins van Oranje verdreven.
Na hete vertrek van de Fransen in 1813 kreeg hij zijn baantje terug maar door al deze ontwikkelingen voelde Esdré steeds minder voor de politiek, en wilde zich vooral met de natuurwetenschappen bezig houden. Hij vroeg ontslag en pensioen aan en kreeg dat. Vanaf dat moment hield hij zicht alleen nog maar met de natuurwetenschappen bezig.
In zijn hele periode in Heusden, ook toen hij geen formele functie had, vervulde hij wel allerlei maatschappelijke functies, zoals regent van liefdadige instellingen. Over het geheel werd hij gerespecteerd, en dominee C.W. Pape hield in 1824 nog een lofrede op hem voor de Maatschappij tot Nut van 't Algemeen.
- Biografisch Portaal: 33641939
- Digitale Bibliotheek voor de Nederlandse Letteren: esdr001
- Gemeinsame Normdatei: 1055472010
- International Standard Name Identifier: 0000 0003 9349 6676
- Nederlandse Thesaurus van Auteursnamen: 07002667X
- Virtual International Authority File: 42225702